# Kurt Beer
Kurt Viktor Franz Ottokar Beer (* 24. April 1905 in Linz; † nach 1962) war ein österreichisch-deutscher Verwaltungsjurist und Landrat.

## Leben
Beer war der Sohn des Rechnungsrevidenten in der k.k. Statthalterei und späteren Rechnungsdirektors Ottokar Johann Beer aus Linz. Er studierte Rechtswissenschaft an der Universität Wien und promovierte. Seit 1924 gehörte er der schlagenden und deutschnationalen Wiener akademischen Burschenschaft Gothia an. Zum Zeitpunkt seiner Heirat 1931 war er bereits Landesregierungsbeamter in Linz. Zum 1. Februar 1932 trat er der NSDAP bei (Mitgliedsnummer 782.740). 1939 war er als Regierungsrat bei der Landeshauptmannschaft in Linz als Leiter des dortigen Nachrichtendienstes tätig.
Nach dem Ausscheiden des bisherigen Landrates Ernst Bardenheuer wurde er ab 4. November 1939 kommissarischer Landrat des Landkreises Braunau im Reichsgau Sudetenland. Am 5. Juni 1940 übernahm er offiziell dieses Amt und wurde im Oktober 1941 durch Fritz Schmige abgelöst.
Nach Ende des Zweiten Weltkrieges wurde er 1950 angefragt, ob er zu einem Monatsgehalt von 1.500 US-Dollar für den amerikanischen Nachrichtendienst arbeiten wolle, dieses Angebot aber offenbar ungenutzt verstreichen ließ.